# Шаренка
Шаренка е малка пещера-рудник на 2 км от град Мадан.
Намира се в мраморни скали. Пещерата е облагородена през 2008 г. по съвместен проект между общините Мадан и Керамоти. Превърната е в музей с 10 восъчни фигури в естествен размер. В района са изградени и няколко екопътеки по същия проект.
Пещерата не присъства в картотеката на Българската федерация по спелеология.
Към средата на 2020 г. е затворена за посетители, поради ремонтни дейности.